# Інсько (гміна)
Гміна Інсько (пол. Gmina Ińsko) — місько-сільська гміна у північно-західній Польщі. Належить до Старгардського повіту Західнопоморського воєводства.
Станом на 31 грудня 2011 у гміні проживало 3619 осіб.

## Територія
Згідно з даними за 2007 рік площа гміни становила 151.01 км², у тому числі:
- орні землі: 45.00%
- ліси: 38.00%

Таким чином, площа гміни становить 9.94% площі повіту.

## Населення
Станом на 31 грудня 2011:
| Опис     | Загалом | Загалом | Чоловіки | Чоловіки | Жінки | Жінки |
| -------- | ------- | ------- | -------- | -------- | ----- | ----- |
| одиниця  | осіб    | %       | осіб     | %        | осіб  | %     |
| все      | 3619    | 100     | 1822     | 50.35    | 1797  | 49.65 |
| міське   | 2070    | 100     | 1018     | 49.18    | 1052  | 50.82 |
| сільське | 1549    | 100     | 804      | 51.90    | 745   | 48.10 |

## Сусідні гміни
Гміна Інсько межує з такими гмінами: Венґожино, Добжани, Дравсько-Поморське, Каліш-Поморський, Хоцивель.